# Hổ Bali
Hổ Bali (danh pháp ba phần: Panthera tigris balica), trong tiếng Indonesia harimau Bali hay samong trong tiếng Bali, là một phân loài hổ chỉ đã được tìm thấy trên đảo thuộc Indonesia Bali. Đây là một trong ba phân loài hổ tìm thấy ở Indonesia, cùng với hổ Java, cũng bị tuyệt chủng và loài cực kỳ nguy cấp hổ Sumatra. Hổ Bali là loài nhỏ nhất trong phân loài hổ.
Nòi hổ này bị săn bắn đến tuyệt chủng; con hổ Bali cuối cùng được cho là bị giết ở Sumbar Kima, tây Bali vào ngày 27 tháng 9, năm 1937; nó là một con hổ cái trưởng thành. Không có một con hổ Bali nào còn sống trong tình trạng nuôi nhốt. Hổ vẫn đóng một vai trò quan trọng trong tôn giáo của đạo Hindu ở Bali.
Mẫu cuối cùng được ghi nhận là một con cái bị bắn ở Sumbar Kima, tây Bali vào ngày 27/9/1937. Tuy nhiên, người ta cho rằng có lẽ có vài con sống sót cho đến thập niên 1940 và có thể là thập niên 1950. Loài này đã tuyệt chủng do mất môi trường sống và nạn săn bắt. Do kích thước hòn đảo Bali nhỏ và độ che phủ rừng hạn chế, tổng số hổ đã sinh sống trên đảo này đã không đông đảo lắm.

## Thư viện ảnh

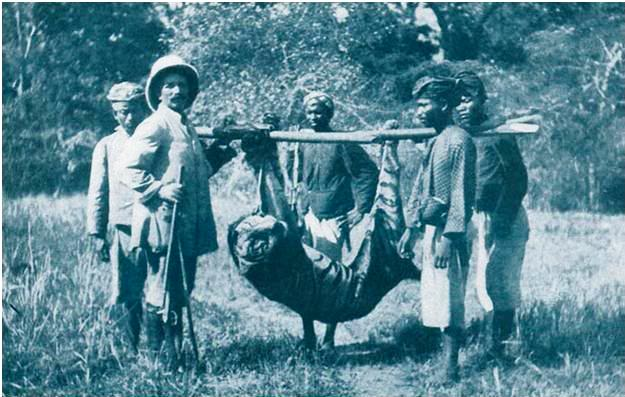
Một con hổ Bali bị Nam tước Oszkar Vojnich bắn vào năm 1911.
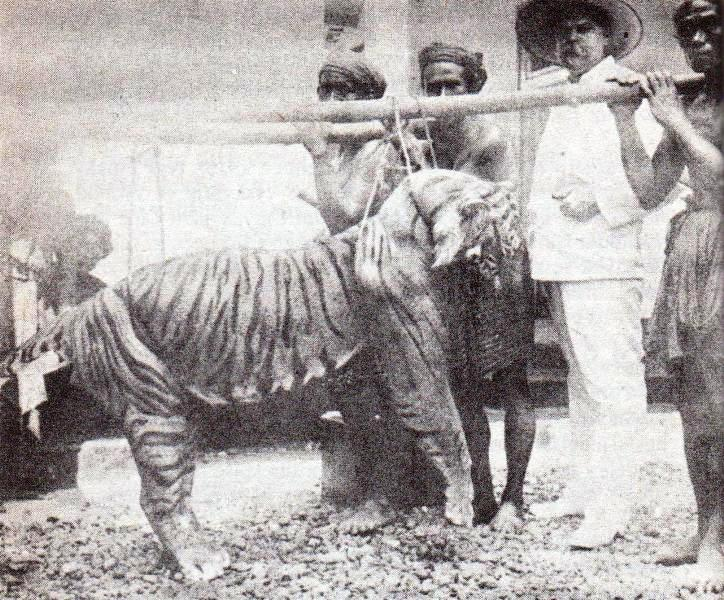
Một con hổ Bali bị giết vào những năm 1920
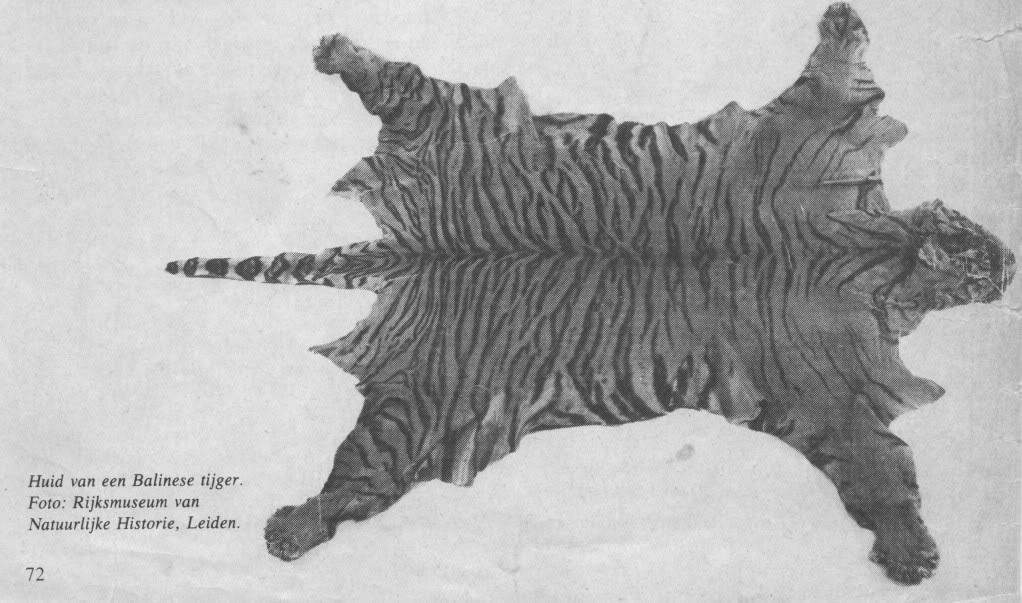
Da hổ Bali được bảo tồn
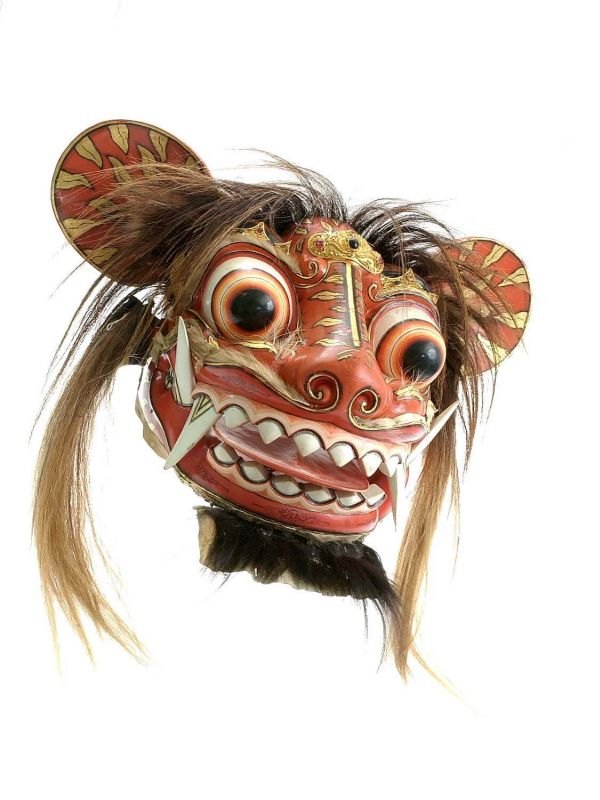
Mặt nạ hổ cho điệu múa Barong Macan truyền thống
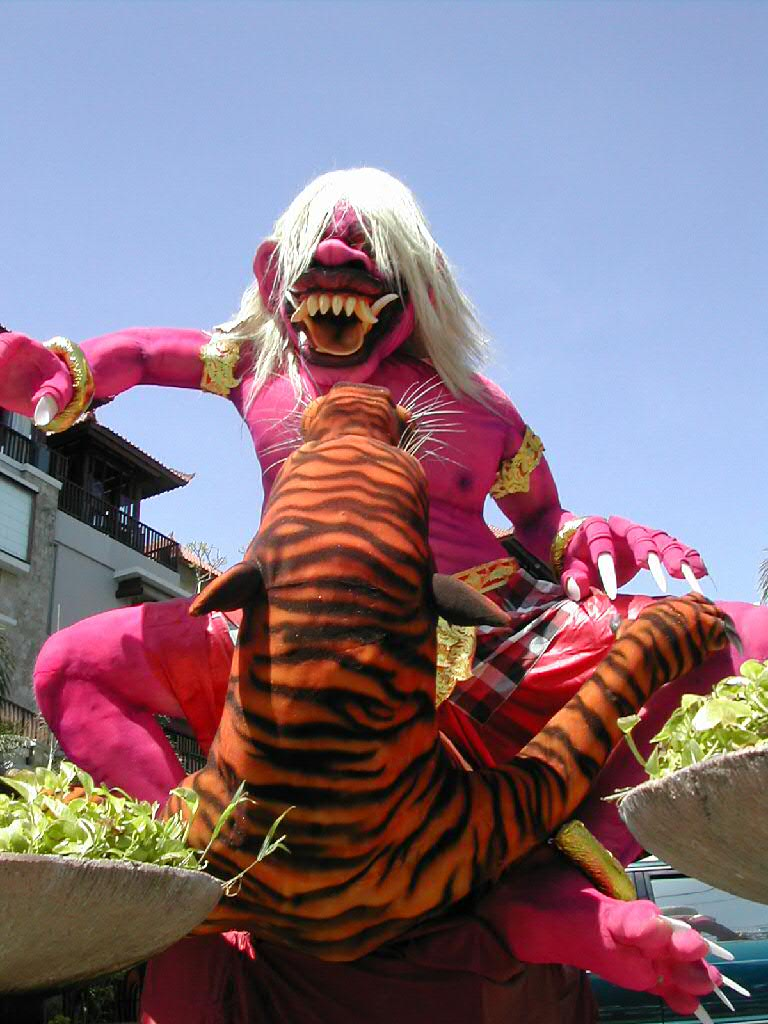
Bức tượng khắc họa hình ảnh một con hổ Bali chiến đấu với một con quỷ thần thoại. Một trong những bức tượng được gọi là Ogoh-Ogoh được sử dụng trong lễ rước Ngrupuk .